# Весілля у палаці
«Весілля в палаці» (рос. «Свадьба во дворце») — молдовський радянський художній фільм 1969 року режисера Володимира Іовіце.

## Сюжет
Телебачення Молдови вирішує зняти фольклорний сюжет про весілля в молдовському селі. Дія має відбутися в новому Палаці культури. Артист, який повинен зіграти роль нареченого, запізнюється, замість нього пропонують іншого...

## У ролях
- Міхай Чобану
- Маріка Балан
- Юліан Флоря
- Василе Брескану
- Костянтин Константинов
- Міхай Курагеу
- Гліб Саїнчук
- Думітру Фусу
- Олександра Юрчак
- Олександру Олару

## Творча група
- Сценарій: Георгій Маларчук, Костянтин Кондря
- Режисер: Володимир Іовіце
- Оператор: Павло Балан, Микола Харін
- Композитор: Еуженіу Дога